# São Torcato
São Torcato es una freguesia portuguesa del concelho de Guimarães, con 10,56 km² de superficie y 3.624 habitantes (2001). Su densidad de población es de 343,2 hab/km².